# Конвейер (Unix)

Пример цепи процессов.

Конвейер (англ. pipeline) в терминологии операционных систем семейства Unix — некоторое множество процессов, для которых выполнено следующее перенаправление ввода-вывода: то, что выводит на поток стандартного вывода предыдущий процесс, попадает в поток стандартного ввода следующего процесса. Запуск конвейера реализован с помощью системного вызова pipe().
Код возврата конвейера равен коду возврата последней команды. В bash можно изменить это поведение, включив опцию pipefail: 
```
set
 
-o
 
pipefail

```

 после чего конвейер вернёт ноль, если все команды завершились удачно, или код первой из команд в конвейере, вернувшей не ноль.
Пример запуска конвейера:
```
$
 
ps
 
aux
 
|
 
grep
 
[
k
]
de
 
|
 
gawk
 
'{ print $2 }'

```

Данная команда выведет номера процессов, в названии которых встречается подстрока «kde»